# Bethpage (Tennessee)
Bethpage es un lugar designado por el censo ubicado en el condado de Sumner en el estado estadounidense de Tennessee. En el Censo de 2010 tenía una población de 288 habitantes y una densidad poblacional de 83,73 personas por km².

## Geografía
Bethpage se encuentra ubicado en las coordenadas 36°29′3″N 86°18′31″O / 36.48417, -86.30861. Según la Oficina del Censo de los Estados Unidos, Bethpage tiene una superficie total de 3.44 km², de la cual 3.44 km² corresponden a tierra firme y (0%) 0 km² es agua.

## Demografía
Según el censo de 2010, había 288 personas residiendo en Bethpage. La densidad de población era de 83,73 hab./km². De los 288 habitantes, Bethpage estaba compuesto por el 95.83% blancos, el 0.69% eran afroamericanos, el 0.35% eran amerindios, el 0.35% eran asiáticos, el 0% eran isleños del Pacífico, el 0% eran de otras razas y el 2.78% pertenecían a dos o más razas. Del total de la población el 0.35% eran hispanos o latinos de cualquier raza.